# Siphona bevisi
Siphona bevisi là một loài ruồi trong họ Tachinidae.